# Liga dos Campeões da CONCACAF de 2015–16
A Liga dos Campeões da CONCACAF de 2015–16 foi a 8ª edição da Liga dos Campeões da CONCACAF em seu formato atual e a 51ª edição incluindo os torneios anteriores. Como campeão, o América representou a CONCACAF na Copa do Mundo de Clubes da FIFA de 2016.

## Equipes classificadas
| México 4 vagas             | América             | Campeão – Torneio Apertura de 2014                                                 | 3ª | 2014–15 |
| México 4 vagas             | Tigres UANL         | Vice-campeão – Torneio Apertura de 2014                                            | 2ª | 2012–13 |
| México 4 vagas             | Santos Laguna       | Campeão – Torneio Clausura de 2015                                                 | 5ª | 2012–13 |
| México 4 vagas             | Querétaro           | Vice-campeão – Torneio Clausura de 2015                                            | 1ª | –       |
| Estados Unidos 4 vagas     | Los Angeles Galaxy  | Campeão – MLS Cup de 2014                                                          | 5ª | 2013–14 |
| Estados Unidos 4 vagas     | Seattle Sounders FC | Campeão – MLS Supporters' Shield de 2014 Campeão – Copa dos Estados Unidos de 2014 | 4ª | 2012–13 |
| Estados Unidos 4 vagas     | D.C. United         | Campeão – Conferência Leste da MLS de 2014                                         | 4ª | 2014–15 |
| Estados Unidos 4 vagas     | Real Salt Lake      | Quarto-lugar – MLS Supporters' Shield de 2014[A]                                   | 3ª | 2012–13 |
| Canadá 1 vaga              | Vancouver Whitecaps | Melhor equipe Canadense na temporada regular de 2014 da MLS                        | 1ª | –       |
| América Central (12 times) |                     |                                                                                    |    |         |
| Costa Rica 2 vagas         | Saprissa            | Campeão – Torneio Invierno de 2014                                                 | 5ª | 2014–15 |
| Costa Rica 2 vagas         | Herediano           | Campeão – Torneio Verano de 2015                                                   | 6ª | 2014–15 |
| Honduras 2 vagas           | Motagua             | Campeão – Torneio Apertura de 2014                                                 | 3ª | 2011–12 |
| Honduras 2 vagas           | Olimpia             | Campeão – Torneio Clausura de 2015                                                 | 8ª | 2014–15 |
| Guatemala 2 vagas          | Comunicaciones      | Campeão – Torneio Apertura de 2014 Campeão – Torneio Clausura de 2015              | 5ª | 2014–15 |
| Guatemala 2 vagas          | Municipal           | Vice-campeão – Torneio Apertura de 2014 Vice-campeão – Torneio Clausura de 2015    | 6ª | 2014–15 |
| Panamá 2 vagas             | San Francisco       | Campeão – Torneio Apertura de 2014                                                 | 5ª | 2011–12 |
| Panamá 2 vagas             | Árabe Unido         | Campeão – Torneio Clausura de 2015                                                 | 5ª | 2013–14 |
| El Salvador 2 vagas        | Isidro Metapán      | Campeão – Torneio Apertura de 2014                                                 | 8ª | 2014–15 |
| El Salvador 2 vagas        | Santa Tecla         | Campeão – Torneio Clausura de 2015                                                 | 1ª | –       |
| Nicarágua 1 vaga           | Walter Ferretti     | Campeão com a melhor campanha na temporada 2014–15                                 | 1ª | –       |
| Belize 1 vaga              | Verdes              | Campeão com a melhor campanha na temporada 2014–15                                 | 1ª | –       |
| Caribe (3 times)           |                     |                                                                                    |    |         |
| Trinidad e Tobago          | Central             | Campeão – Campeonato de Clubes da CFU de 2015                                      | 1ª | –       |
| Trinidad e Tobago          | W Connection        | Vice-campeão – Campeonato de Clubes da CFU de 2015                                 | 4ª | 2013–14 |
| Jamaica                    | Montego Bay         | Terceiro-lugar – Campeonato de Clubes da CFU de 2015                               | 1ª | –       |

Notas
- A. ^  A vaga ganhada pelo Seattle Sounders FC por vencer a Copa dos Estados Unidos foi repassada ao Real Salt Lake, a melhor equipe Americana classificada não classificada a Liga dos Campeões.[1]

## Sorteio
O sorteio para a fase de grupos foi realizado em Miami Beach no dia 1 de junho de 2015.
As 24 equipes são distribuídas em oito grupos com três equipes cada, com cada grupo contendo uma equipe de cada pote cada. A alocação é baseada em cada associação nacional. Equipes do mesmo país não podem ser sorteados no mesmo grupo.
| Pote 1             | Pote 1              | Pote 1              | Pote 1          |
| ------------------ | ------------------- | ------------------- | --------------- |
| Isidro Metapán     | Santa Tecla         | Vancouver Whitecaps | Walter Ferretti |
| Verdes             | Central             | W Connection        | Montego Bay     |
| Pote 2             |                     |                     |                 |
| Saprissa           | Herediano           | Olimpia             | Motagua         |
| Comunicaciones     | Municipal           | Árabe Unido         | San Francisco   |
| Pote 3             |                     |                     |                 |
| América            | Santos Laguna       | Tigres UANL         | Querétaro       |
| Los Angeles Galaxy | Seattle Sounders FC | D.C. United         | Real Salt Lake  |

## Calendário
O calendário da competição é o seguinte:
| Fase           | Rodada           | Partida de ida             | Partida de volta          |
| -------------- | ---------------- | -------------------------- | ------------------------- |
| Fase de grupos | 1ª Rodada        | 4–6 de agosto de 2015      | 4–6 de agosto de 2015     |
| Fase de grupos | 2ª Rodada        | 18–20 de agosto de 2015    | 18–20 de agosto de 2015   |
| Fase de grupos | 3ª Rodada        | 25–27 de agosto de 2015    | 25–27 de agosto de 2015   |
| Fase de grupos | 4ª Rodada        | 15–17 de setembro de 2015  | 15–17 de setembro de 2015 |
| Fase de grupos | 5ª Rodada        | 22–24 de setembro de 2015  | 22–24 de setembro de 2015 |
| Fase de grupos | 6ª Rodada        | 20–22 de outubro de 2015   | 20–22 de outubro de 2015  |
| Fase final     | Quartas de final | 23–25 de fevereiro de 2016 | 1–3 de março de 2016      |
| Fase final     | Semifinal        | 15–17 de março de 2016     | 5–7 de abril de 2016      |
| Fase final     | Final            | 20 de abril de 2016        | 27 de abril de 2016       |

## Fase de grupos

### Grupo A
| Pos. | Equipe        | Pts | J | V | E | D | GP | GC | SG |
| ---- | ------------- | --- | - | - | - | - | -- | -- | -- |
| 1    | Santos Laguna | 9   | 4 | 3 | 0 | 1 | 12 | 3  | +9 |
| 2    | Saprissa      | 6   | 4 | 2 | 0 | 2 | 8  | 9  | –1 |
| 3    | W Connection  | 3   | 4 | 1 | 0 | 3 | 2  | 10 | –8 |

|               | WCO | SAP | SAN |
| ------------- | --- | --- | --- |
| W Connection  | —   | 2–1 | 0–1 |
| Saprissa      | 4–0 | —   | 2–1 |
| Santos Laguna | 4–0 | 6–1 | —   |

### Grupo B
| Pos. | Equipe         | Pts | J | V | E | D | GP | GC | SG |
| ---- | -------------- | --- | - | - | - | - | -- | -- | -- |
| 1    | Tigres UANL    | 8   | 4 | 2 | 2 | 0 | 5  | 3  | +2 |
| 2    | Herediano      | 5   | 4 | 1 | 2 | 1 | 4  | 3  | +1 |
| 3    | Isidro Metapán | 3   | 4 | 1 | 0 | 3 | 4  | 7  | –3 |

|                | MET | HER | TIG |
| -------------- | --- | --- | --- |
| Isidro Metapán | —   | 2–0 | 1–2 |
| Herediano      | 3–0 | —   | 1–1 |
| Tigres UANL    | 2–1 | 0–0 | —   |

### Grupo C
| Pos. | Equipe        | Pts | J | V | E | D | GP | GC | SG  |
| ---- | ------------- | --- | - | - | - | - | -- | -- | --- |
| 1    | Querétaro     | 7   | 4 | 2 | 1 | 1 | 11 | 2  | +9  |
| 2    | San Francisco | 6   | 4 | 2 | 0 | 2 | 11 | 5  | –6  |
| 3    | Verdes        | 4   | 4 | 1 | 1 | 2 | 2  | 17 | –15 |

|               | VER | SFO | QUE |
| ------------- | --- | --- | --- |
| Verdes        | —   | 2–1 | 0–0 |
| San Francisco | 8–0 | —   | 2–1 |
| Querétaro     | 8–0 | 2–0 | —   |

### Grupo D
| Pos. | Equipe             | Pts | J | V | E | D | GP | GC | SG |
| ---- | ------------------ | --- | - | - | - | - | -- | -- | -- |
| 1    | Los Angeles Galaxy | 8   | 4 | 2 | 2 | 0 | 12 | 3  | +9 |
| 2    | Central            | 4   | 4 | 1 | 1 | 2 | 3  | 7  | –4 |
| 3    | Comunicaciones     | 4   | 4 | 1 | 1 | 2 | 2  | 7  | –5 |

|                    | CEN | COM | LAG |
| ------------------ | --- | --- | --- |
| Central            | —   | 1–0 | 1–1 |
| Comunicaciones     | 1–0 | —   | 1–1 |
| Los Angeles Galaxy | 5–1 | 5–0 | —   |

### Grupo E
| Pos. | Equipe          | Pts | J | V | E | D | GP | GC | SG |
| ---- | --------------- | --- | - | - | - | - | -- | -- | -- |
| 1    | América         | 10  | 4 | 3 | 1 | 0 | 9  | 2  | +7 |
| 2    | Motagua         | 7   | 4 | 2 | 1 | 1 | 5  | 6  | –1 |
| 3    | Walter Ferretti | 0   | 4 | 0 | 0 | 4 | 2  | 8  | –6 |

|                 | WAL | MOT | AMÉ |
| --------------- | --- | --- | --- |
| Walter Ferretti | —   | 1–2 | 1–3 |
| Motagua         | 2–0 | —   | 1–1 |
| América         | 1–0 | 4–0 | —   |

### Grupo F
| Pos. | Equipe                 | Pts | J | V | E | D | GP | GC | SG |
| ---- | ---------------------- | --- | - | - | - | - | -- | -- | -- |
| 1    | Seattle Sounders FC    | 7   | 4 | 2 | 1 | 1 | 6  | 3  | +3 |
| 2    | Olimpia                | 6   | 4 | 2 | 0 | 2 | 3  | 3  | 0  |
| 3    | Vancouver Whitecaps FC | 4   | 4 | 1 | 1 | 2 | 2  | 5  | –3 |

|                        | VAN | OLI | SEA |
| ---------------------- | --- | --- | --- |
| Vancouver Whitecaps FC | —   | 1–0 | 1–1 |
| Olimpia                | 1–0 | —   | 1–0 |
| Seattle Sounders FC    | 3–0 | 2–1 | —   |

### Grupo G
| Pos. | Equipe         | Pts | J | V | E | D | GP | GC | SG |
| ---- | -------------- | --- | - | - | - | - | -- | -- | -- |
| 1    | Real Salt Lake | 10  | 4 | 3 | 1 | 0 | 4  | 1  | +3 |
| 2    | Municipal      | 4   | 4 | 1 | 1 | 2 | 3  | 4  | –1 |
| 3    | Santa Tecla    | 2   | 4 | 0 | 2 | 2 | 2  | 3  | –1 |

|                | TEC | MUN | RSL |
| -------------- | --- | --- | --- |
| Santa Tecla    | —   | 1–1 | 0–0 |
| Municipal      | 2–1 | —   | 0–1 |
| Real Salt Lake | 2–1 | 1–0 | —   |

### Grupo H
| Pos. | Equipe      | Pts | J | V | E | D | GP | GC | SG |
| ---- | ----------- | --- | - | - | - | - | -- | -- | -- |
| 1    | D.C. United | 10  | 4 | 3 | 1 | 0 | 9  | 3  | +6 |
| 2    | Árabe Unido | 6   | 4 | 2 | 0 | 2 | 5  | 4  | +1 |
| 3    | Montego Bay | 1   | 4 | 0 | 1 | 3 | 4  | 11 | –7 |

|             | MBU | ÁRA | DCU |
| ----------- | --- | --- | --- |
| Montego Bay | —   | 1–2 | 3–3 |
| Árabe Unido | 3–0 | —   | 0–1 |
| D.C. United | 3–0 | 2–0 | —   |

## Fase final

### Chaveamento
O chaveamento para a fase final é determinado pela classificação na fase de grupos. Os cruzamentos ocorrem da seguinte forma: 1º vs. 8º, 2º vs. 7º, 3º vs. 6º, 4º vs. 5º.
| Chave | Equipe              | P  | J | V | E | D | GP | GC | SG |
| ----- | ------------------- | -- | - | - | - | - | -- | -- | -- |
| 1     | América             | 10 | 4 | 3 | 1 | 0 | 9  | 2  | +7 |
| 2     | D.C. United         | 10 | 4 | 3 | 1 | 0 | 9  | 3  | +6 |
| 3     | Real Salt Lake      | 10 | 4 | 3 | 1 | 0 | 4  | 1  | +3 |
| 4     | Santos Laguna       | 9  | 4 | 3 | 0 | 1 | 12 | 3  | +9 |
| 5     | Los Angeles Galaxy  | 8  | 4 | 2 | 2 | 0 | 12 | 3  | +9 |
| 6     | Tigres UANL         | 8  | 4 | 2 | 2 | 0 | 5  | 3  | +2 |
| 7     | Querétaro           | 7  | 4 | 2 | 1 | 1 | 11 | 2  | +9 |
| 8     | Seattle Sounders FC | 7  | 4 | 2 | 1 | 1 | 6  | 3  | +3 |

### Esquema
|  | Quartas-de-final    | Quartas-de-final | Quartas-de-final | Quartas-de-final |   |               | Semifinais | Semifinais | Semifinais | Semifinais |  |             | Final | Final | Final | Final |  |  |
|  |                     |                  |                  |                  |   |               |            |            |            |            |  |             |       |       |       |       |  |  |
|  |                     |                  |                  |                  |   |               |            |            |            |            |  |             |       |       |       |       |  |  |
|  | Querétaro           | 2                | 1                | 3                |   |               |            |            |            |            |  |             |       |       |       |       |  |  |
|  | D.C. United         | 0                | 1                | 1                |   |               |            |            |            |            |  |             |       |       |       |       |  |  |
|  | D.C. United         | 0                | 1                | 1                |   | Querétaro     | 0          | 0          | 0          |            |  |             |       |       |       |       |  |  |
|  |                     |                  |                  |                  |   | Querétaro     | 0          | 0          | 0          |            |  |             |       |       |       |       |  |  |
|  |                     | Tigres UANL      | 0                | 2                | 2 |               |            |            |            |            |  |             |       |       |       |       |  |  |
|  | Tigres UANL         | Tigres UANL      | 0                | 2                | 2 | 2             | 1          | 3          |            |            |  |             |       |       |       |       |  |  |
|  | Tigres UANL         |                  |                  |                  |   | 2             | 1          | 3          |            |            |  |             |       |       |       |       |  |  |
|  | Real Salt Lake      | 0                | 1                | 1                |   |               |            |            |            |            |  |             |       |       |       |       |  |  |
|  | Real Salt Lake      | 0                | 1                | 1                |   |               |            |            |            |            |  | Tigres UANL | 0     | 1     | 1     |       |  |  |
|  |                     |                  |                  |                  |   |               |            |            |            |            |  | Tigres UANL | 0     | 1     | 1     |       |  |  |
|  |                     | América          | 2                | 2                | 4 |               |            |            |            |            |  |             |       |       |       |       |  |  |
|  | Los Angeles Galaxy  | América          | 2                | 2                | 4 | 0             | 0          | 0          |            |            |  |             |       |       |       |       |  |  |
|  | Los Angeles Galaxy  |                  |                  |                  |   | 0             | 0          | 0          |            |            |  |             |       |       |       |       |  |  |
|  | Santos Laguna       | 0                | 4                | 4                |   |               |            |            |            |            |  |             |       |       |       |       |  |  |
|  | Santos Laguna       | 0                | 4                | 4                |   | Santos Laguna | 0          | 0          | 0          |            |  |             |       |       |       |       |  |  |
|  |                     |                  |                  |                  |   | Santos Laguna | 0          | 0          | 0          |            |  |             |       |       |       |       |  |  |
|  |                     | América (pro)    | 0                | 1                | 1 |               |            |            |            |            |  |             |       |       |       |       |  |  |
|  | Seattle Sounders FC | América (pro)    | 0                | 1                | 1 | 2             | 1          | 3          |            |            |  |             |       |       |       |       |  |  |
|  | Seattle Sounders FC |                  |                  |                  |   | 2             | 1          | 3          |            |            |  |             |       |       |       |       |  |  |
|  | América             | 2                | 3                | 5                |   |               |            |            |            |            |  |             |       |       |       |       |  |  |

### Quartas de final
| Equipe 1            | Total | Equipe 2       | 1.º jogo | 2.º jogo |
| ------------------- | ----- | -------------- | -------- | -------- |
| Seattle Sounders FC | 3–5   | América        | 2–2      | 1–3      |
| Querétaro           | 3–1   | D.C. United    | 2–0      | 1–1      |
| Tigres UANL         | 3–1   | Real Salt Lake | 2–0      | 1–1      |
| Los Angeles Galaxy  | 0–4   | Santos Laguna  | 0–0      | 0–4      |

### Semifinal
| Equipe 1      | Total | Equipe 2  | 1.º jogo | 2.º jogo  |
| ------------- | ----- | --------- | -------- | --------- |
| Santos Laguna | 0–1   | América   | 0–0      | 0–1 (pro) |
| Tigres UANL   | 2–0   | Querétaro | 0–0      | 2–0       |

### Final
| Equipe 1 | Total | Equipe 2    | 1.º jogo | 2.º jogo |
| -------- | ----- | ----------- | -------- | -------- |
| América  | 4–1   | Tigres UANL | 2–0      | 2–1      |

## Premiação
| Liga dos Campeões da CONCACAF de 2015–16 |
| México                                   |
| ---------------------------------------- |
| América Campeão (7º título)              |

## Artilheiros
| Pos. | Jogador             | Time                | Gols |
| ---- | ------------------- | ------------------- | ---- |
| 1    | Emanuel Villa       | Querétaro           | 6    |
| 2    | Michael Arroyo      | América             | 5    |
| 2    | Alan Gordon         | Los Angeles Galaxy  | 5    |
| 4    | Djaniny             | Santos Laguna       | 4    |
| 4    | André-Pierre Gignac | Tigres UANL         | 4    |
| 4    | Carlos Quintero     | América             | 4    |
| 7    | Lamar Neagle        | Seattle Sounders FC | 3    |
| 7    | Oribe Peralta       | América             | 3    |
| 7    | Johnny Ruiz         | San Francisco       | 3    |

Fonte: CONCACAF.com